# The Open Championship 2003
De 132ste editie van het Open Championship was de derde major van het golfseizoen 2003. Het Open werd van 17 t/m 20 juli 2003 gespeeld op de Royal St George's Golf Club in Sandwich, Engeland.
Ben Curtis speelde de eerste elf holes van ronde 4 zes slagen onder de baan. Daarna verloor hij vier slagen maar uiteindelijk had hij weer de leiding en moest hij wachten of hij nog werd ingehaald. Thomas Bjørn, die na ronde 2 en 3 op de tweede plaats stond, was na hole 14 de enige bedreiging maar daar maakte hij dubbel-bogey waarna zijn kans op de overwinning verloren was.
Voor Curtis was het zijn eerste overwinning van een major en ook zijn eerst top-10 plaats op de Amerikaanse PGA Tour.
| Place | Player           | Score           | Score | Prijzengeld (£) |
| ----- | ---------------- | --------------- | ----- | --------------- |
| 1     | Ben Curtis       | 72-72-70-69=283 | −1    | 700.000         |
| T2    | Thomas Bjørn     | 73-70-69-72=284 | par   | 345.000         |
| T2    | Vijay Singh      | 75-70-69-70=284 | par   | 345.000         |
| T4    | Davis Love III   | 69-72-72-72=285 | +1    | 185.000         |
| T4    | Tiger Woods      | 73-72-69-71=285 | +1    | 185.000         |
| T6    | Brian Davis      | 77-73-68-68=286 | +2    | 134.500         |
| T6    | Fredrik Jacobson | 70-76-70-70=286 | +2    | 134.500         |
| T8    | Nick Faldo       | 76-74-67-70=287 | +3    | 155.383         |
| T8    | Kenny Perry      | 74-70-70-73=287 | +3    | 155.383         |
| T10   | Gary Evans       | 71-75-70-72=288 | +4    | 97.750          |
| T10   | Sergio García    | 73-71-70-74=288 | +4    | 97.750          |
| T10   | Retief Goosen    | 73-75-71-69=288 | +4    | 97.750          |
| T10   | Hennie Otto      | 68-76-75-69=288 | +4    | 97.750          |
| T10   | Phillip Price    | 74-72-69-73=288 | +4    | 97.750          |

Robert-Jan Derksen, Rolf Muntz en Joost Steenkamer en Nicolas Vanhootegem  kwalificeerden zich niet voor het weekend.

Vanaf 1970:
1970 ·
1971 ·
1972 ·
1973 ·
1974 ·
1975 ·
1976 ·
1977 ·
1978 ·
1979 ·
1980 ·
1981 ·
1982 ·
1983 ·
1984 ·
1985 ·
1986 ·
1987 ·
1988 ·
1989 ·
1990 ·
1991 ·
1992 ·
1993 ·
1994 ·
1995 ·
1996 ·
1997 ·
1998 ·
1999 ·
2000 ·
2001 ·
2002 ·
2003 ·
2004 ·
2005 ·
2006 ·
2007 ·
2008 ·
2009 ·
2010 ·
2011 ·
2012 ·
2013 ·
2014 ·
2015 ·
2016 ·
2017 ·
2018 ·
2019 ·
2020